# Sad-ad-Dawla al-Abharí
Sad-ad-Dawla ibn Hiba-Al·lah ibn Muhàssib al-Abharí (àrab: سعد الدولة بن هبة الله بن محاسب الأبهري, Saʿd ad-Dawla ibn Hibbat Allāh ibn Muḥāsib al-Abharī), més conegut senzillament com Sad-ad-Dawla al-Abharí (Abhar, 1240 - Bagdad, 5 de març de 1291) fou un metge i home d'estat jueu que el 1287 va esdevenir metge privat de l'il-kan Arghun i que després en fou visir des del juny de 1289 fins que fou assassinat el març de 1291. És considerat un bon administrador.